# Puzur-Inšušinak

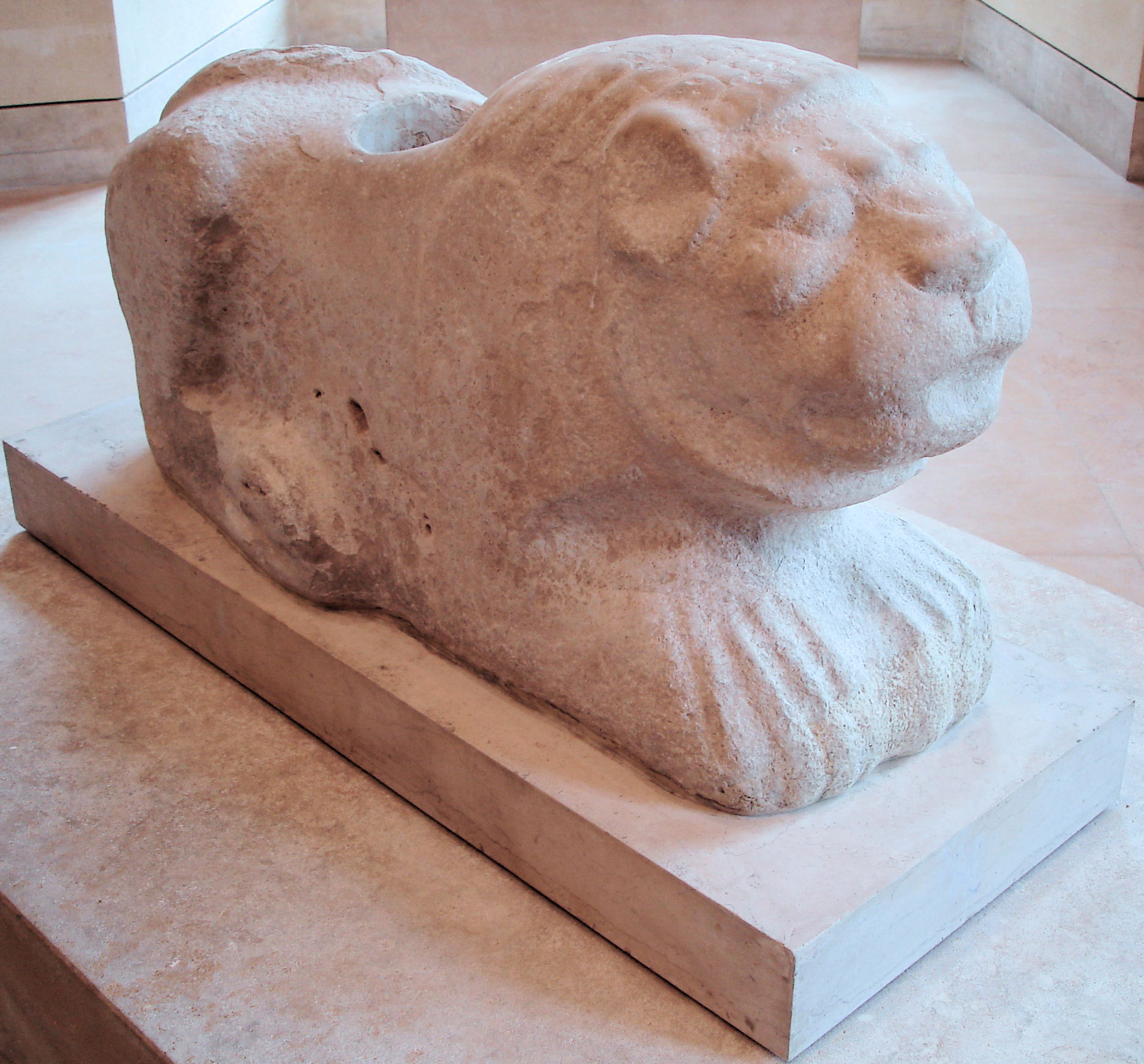
Löwe des Puzur-Inšušinak

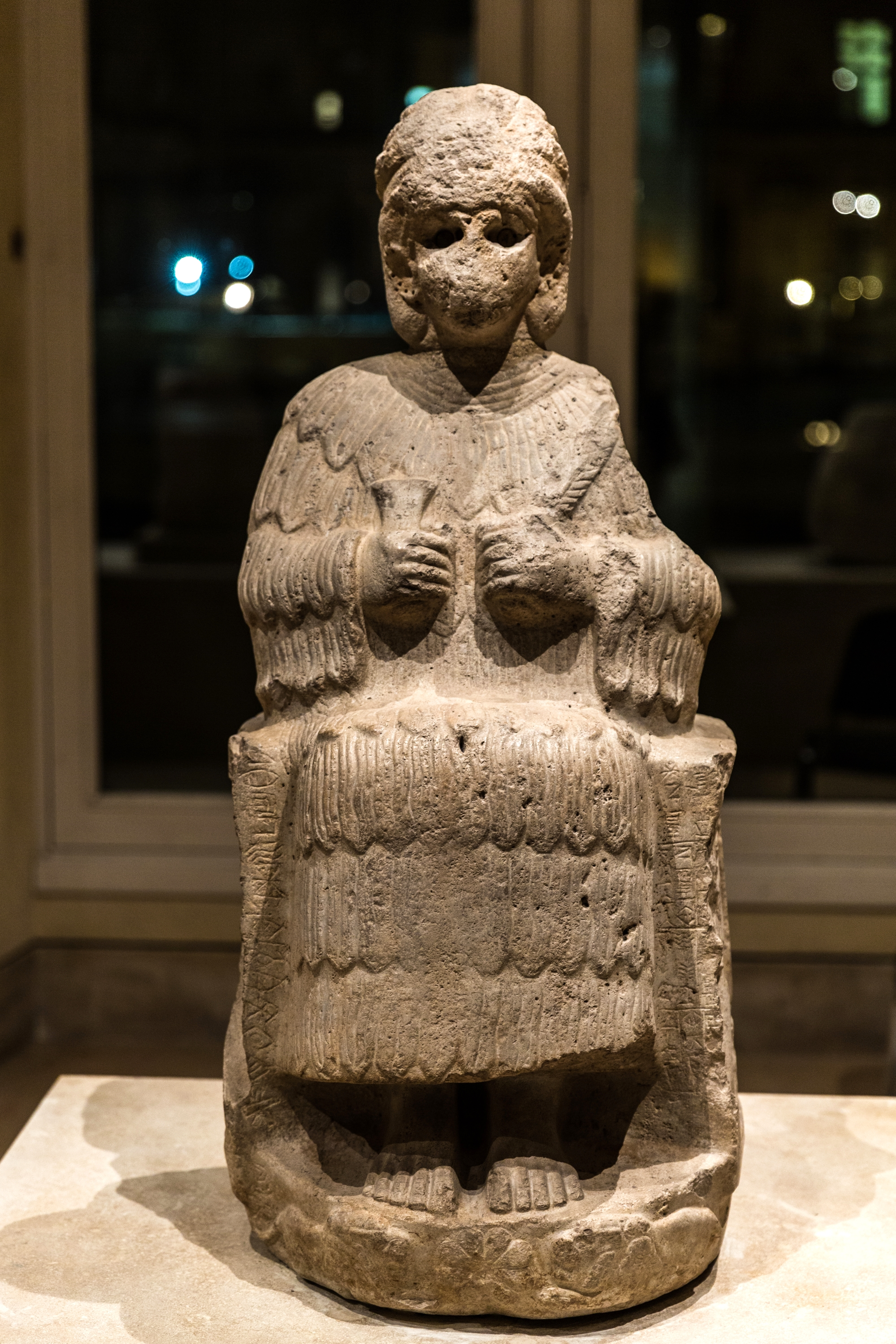
Kultstatue der Narundi

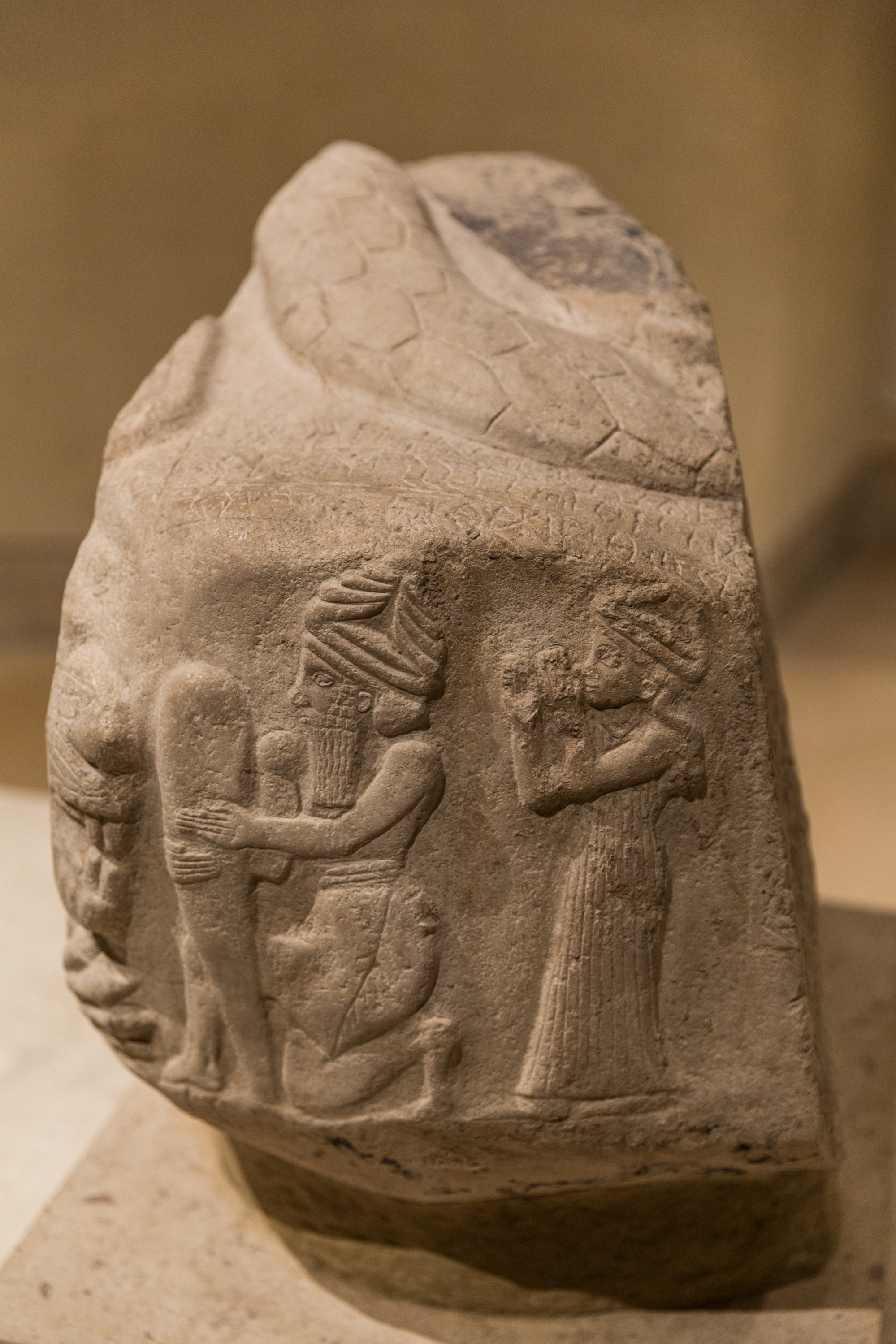
Votivstein

Puzur-Inšušinak oder Puzur-Inschuschinak (Lesung in akkadisch, in elamitisch: Kutik-Inšušinak) ist ein elamitischer König, der um 2100 v. Chr. regierte (die Jahresdaten sind nicht gesichert und schwanken in der Forschung um mehr als 100 Jahre). Er scheint zahlreiche Kriegszüge geführt zu haben. Von einem Text aus Isin in Mesopotamien ist bekannt, dass er Zeitgenosse von Ur-Nammu war.
Puzur-Inšušinak ist der erste elamitische Herrscher, von dem eine nennenswerte Anzahl von zeitgenössischen Inschriften erhalten ist. Als sein Vater wird Simpi'ischhuk bezeichnet, der aber nicht König war. Susa war vor seiner Regierungszeit unter akkadischer Herrschaft. Mit dem Ende des Reiches kamen überall lokale Herrscher an die Macht. Zu solchen mag auch Puzur-Inšušinak von Susa, wie der König auch genannt wird, gezählt werden, der sich gegen Ende des 3. Jahrtausends von Akkad unabhängig machte.
Insgesamt handelt es sich bei den erhaltenen Inschriften um 12 Texte, bei denen es sich meist um Weiheinschriften an diverse Gottheiten handelt. Eine Inschrift berichtet aber auch von der Eroberung von 81 Städten (oder Ortschaften). Eine andere berichtet von der Eröffnung eines Kanals. Der Herrscher führt in seinen unterschiedlichen Texten verschiedene Titel. Dies gab Anlass zu der Vermutung, dass die diversen Titel (ensi von Susa – Statthalter; lugal – König) seinen politischen Werdegang widerspiegeln. Da die Texte nicht genauer datiert sind, kann dies weder bewiesen noch widerlegt werden. Die meisten Belege für die elamitische Schrift lassen sich unter Puzur-Inšušinak datieren, so dass angenommen werden kann, dass er diese Schrift einführte. Mit seinem Tod verschwand diese auch wieder.

## Herkunft
Die Herkunft des Herrschers wird in der Forschung kontrovers diskutiert. Es gibt vier unterschiedliche Szenarien
- Er war ein Mann aus Susa, der innerhalb der akkadischen Verwaltung Karriere machte. Auf diversen Denkmälern erscheint er mit akkadischen Titeln.
- Er war ein König, der aus dem Hochland von Elam kommt und Susa eroberte. Die Inschrift aus Isin bezeichnet ihn als König von Elam.
- Er war ein König von Awan. Eine Inschrift aus Susa bezeichnet ihn als König von Awan und mächtiger König von Awan. In einer Königsliste erscheint er als letzter Herrscher der Dynastie von Awan.
- Er war ein König von Anschan.

## Monumente
- Tonnägel von der sogenannten Acropole und anderen Orten in Susa. Hier er trägt den Titel ensi. Auf ihnen wird auch sein Vater Simpi'ischhuk genannt.[2]
- Votivstein. Louvre Sb 6. Ein Votivstein trägt auf der Oberseite die nicht gut erhaltene Darstellung einer Schlange, die sich um ein Loch windet, bei dem es sich wahrscheinlich um das Zentrum des Steines handelt. Auf der Vorderseite findet sich die halbknieende Figur eine Gottes mit einem übergroßen Nagel in den Armen. Vergleichbare Darstellungen sind aus Mesopotamien bekannt. Solche Steine dienten als Gründungsbeigaben bei einem Tempelbau und sollten den Tempel symbolisch schützen. Auf dem Objekt befinden sich Inschriften in akkadisch und elamisch. Das Objekt stammt wahrscheinlich von dem Inšušinak-Tempel.[3]
- Die Reste von vielleicht zwei Treppen (Steinstufen sind erhalten) tragen akkadische und elamische Inschriften. Puzur-Inšušinak wird als ensi von Susa bezeichnet.[4]
- Eine Statue zeigt den Herrscher in einem langen Gewand. Nur die untere Hälfte ist erhalten. Auf der Basis sind Feinde aufgelistet, die besiegt wurden.[5]
- Eine weitere Statue zeigt Puzur-Inšušinak sitzend. Nur die untere Hälfte ist erhalten. Auf der Statue befindet sich eine akkadische Inschrift. Sie feiert den Sieg über Kimaš und Hurti. 81 Städte oder Regionen sind erobert worden. Ein gewisser König Šimaški unterwarf sich.[6]
- Eine etwa 15 cm hohe Statuette ist aus Alabaster oder Kalkstein gefertigt. Die Inschrift bezeichnet Puzur-Inšušinak aks ensi von Susa und KIŠ.NITA des Landes Elam. Auch der Vater  Šimpi-išhuk: wird genannt.[7]
- Eine Kultstatue der Göttin Narunte, die mit der Inventarnummer Sb 54 im Louvre ausgestellt ist.[8] Sie trägt Inschriften in akkadisch und elamisch. In der akadischen Inschrift wird Puzur-Inšušinak als ensi von Susa  bezeichnet. In der elamischen Inschrift wird die Göttin genannt. Das Gesicht der 109 cm hohen Statue ist nur grob gearbeitet, war aber einst vielleicht vergoldet. Die Augen waren vielleicht in Muschel und Lapislazuli eingelegt. Auf dem Thron sind Löwen abgebildet.[9]